# دو قدم پشت سر
«دو قدم پشت سر» (به انگلیسی: Two Steps Behind) تک‌آهنگی از دف لپارد است که در ۲۴ اوت ۱۹۹۳ توسط مرکوری رکوردز منتشر شد.
این تک‌آهنگ در چارت‌های، جزو ده ترانه اول قرار گرفت.